# Hans Benninghaus
Hans Benninghaus (* 16. Februar 1935 in Lüdenscheid; † 4. Dezember 2007) war ein deutscher Soziologe.
Seit 1956 besuchte Benninghaus das Städtische Abendgymnasium Köln und schloss es 1960 mit dem Abitur ab. Anschließend studierte er bis 1967 Wirtschafts- und Sozialwissenschaften an den Universitäten  Köln und Wien. 1967 wurde er in Köln Diplom-Volkswirt sozialwissenschaftlicher Richtung und 1975 dort zum Dr. rer. pol. promoviert. 
Von 1967 bis 1980 war er wissenschaftlicher Mitarbeiter René Königs im Forschungsinstitut für Soziologie, unter anderem an der Wehrsoziologischen Forschungsstelle, danach im Seminar für Soziologie der Universität zu Köln, dort zuletzt Akademischer Oberrat. Zwischen 1970 und 1979 lehrte er zudem an den Universitäten  Dortmund, Duisburg und Wuppertal.

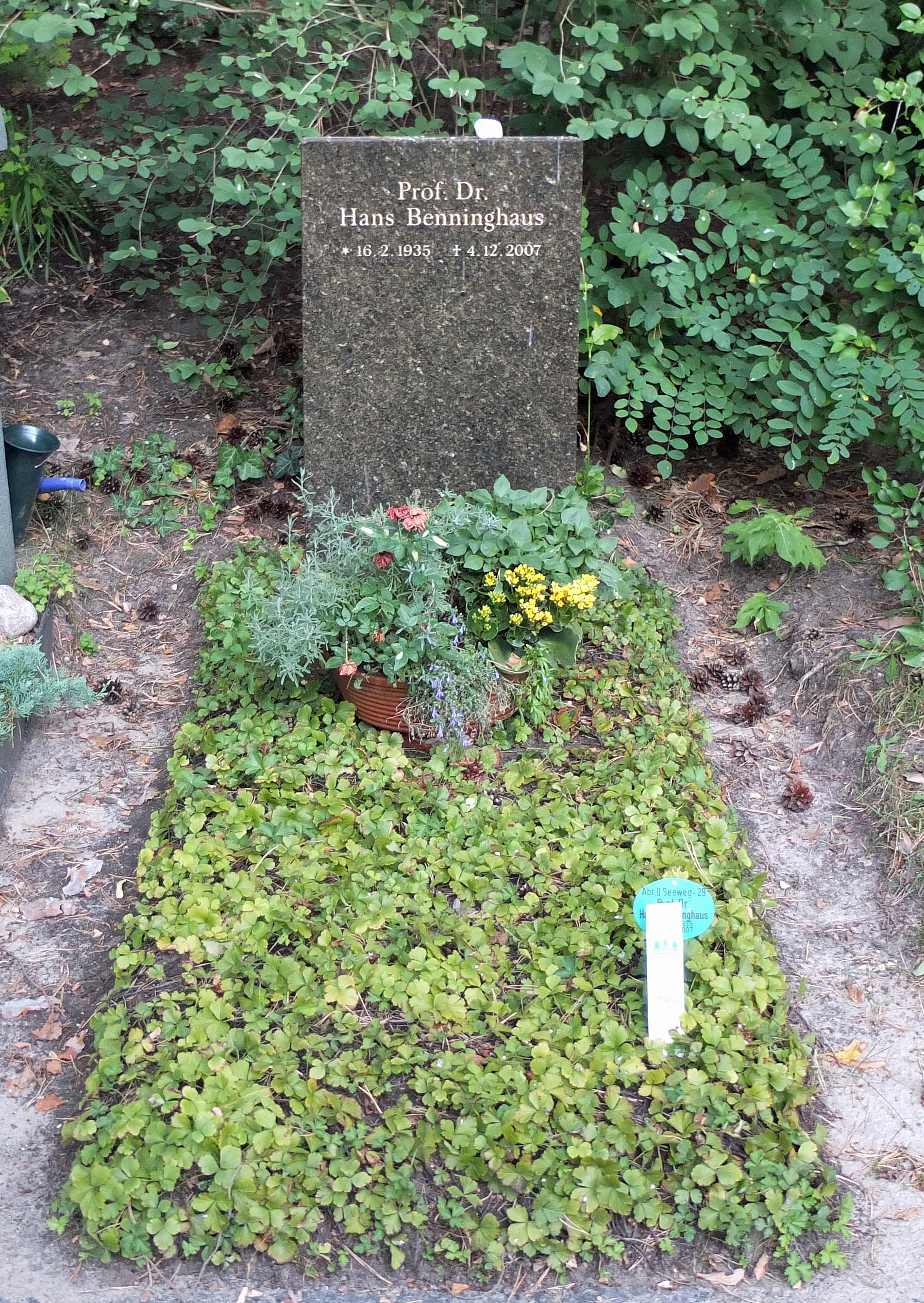
Grab von Hans Benninghaus auf dem Friedhof Heerstraße

Von 1980 bis 2000 war er Professor für Soziologie, insbes. Empirische Sozialforschung und Sozialstatistik, an der Technischen Universität Berlin.
Benninghaus' Lehrbücher Deskriptive Statistik und Einführung in die sozialwissenschaftliche Datenanalyse sind wiederholt neu aufgelegt worden.
Hans Benninghaus starb im Dezember 2007 im Alter von 72 Jahren. Sein Grab befindet sich auf dem landeseigenen Friedhof Heerstraße in Berlin-Westend (Grablage: II-Seeweg-29).

## Schriften (Auswahl)
- Ergebnisse und Perspektiven der Einstellungs-Verhaltens-Forschung, Meisenheim a. Glan: Hain, 1976.
- Statistik für Soziologen / 1 / Deskriptive Statistik, Stuttgart: Teubner, 1974. 11. Aufl. 2007.
- Substantielle Komplexität der Arbeit als zentrale Dimension der Jobstruktur, Berlin: Inst. für Soziologie, 1985.
- Einführung in die sozialwissenschaftliche Datenanalyse, München: Oldenbourg, 1990. 7. Aufl. 2005.